# Milja Radan
 Ovo je glavno značenje pojma Milja Radan. Za druga značenja pogledajte članak o srpskom dijalektologu Milji N. Radanu.
Prof. Milja Radan (rum. Mihai Radan) (Karaševo, 26. rujna 1938.) je dužnosnik iz zajednice Hrvata u Rumunjskoj. Radi i kao prevoditelj.
Predsjednik je udruge Zajedništva Hrvata u Rumunjskoj koja je krovna udruga rumunjskih Hrvata.
Zastupnik je Hrvata u Zastupničkom domu rumunjskog parlamenta (rum. Camera Deputaților din România). Do danas (stanje 2012.) to je bio triput zaredom. Na rumunjskim parlamentarnim izborima 2008. bio je kandidat Zajedništva Hrvata u Rumunjskoj. Za nj je glasovalo 9047 birača, od čega je 498 u karaševskim selima.
Preveo je antologiju "U ovom strašnom času" na rumunjski jezik zajedno s Petrom Krstićem (In aceasta clipa de oroare: antologia poeziei croate contemporane de rasboi).
Neke pjesme mu se nalaze u zbirci s pjesničkog skupa u Rešetarima (pjesništvo Književne sekcije KUD-a "Rešetari" i hrvatskih pjesnika u iseljeništvu) Preobrazba zrna (objavljenoj 2010.), u izboru Stjepana Blažetina, Ivana Slišurića i Đure Vidmarovića.

## Vanjske poveznice
- Zajedništvo Hrvata u Rumunjskoj  Arhivirana inačica izvorne stranice od 9. ožujka 2016. (Wayback Machine) Intervju s profesorom Radanom, karasevskim knezom, Hrvatska grančica, 2. kolovoza 2012. (razgovarao Ivan Dobra)
- (rum.) Slika s rumunjske Wikipedije[neaktivna poveznica] (izvorno s http://www.parlamentari.ro/content/view/286/18%5Bneaktivna+poveznica%5D )